# Sonda lógica

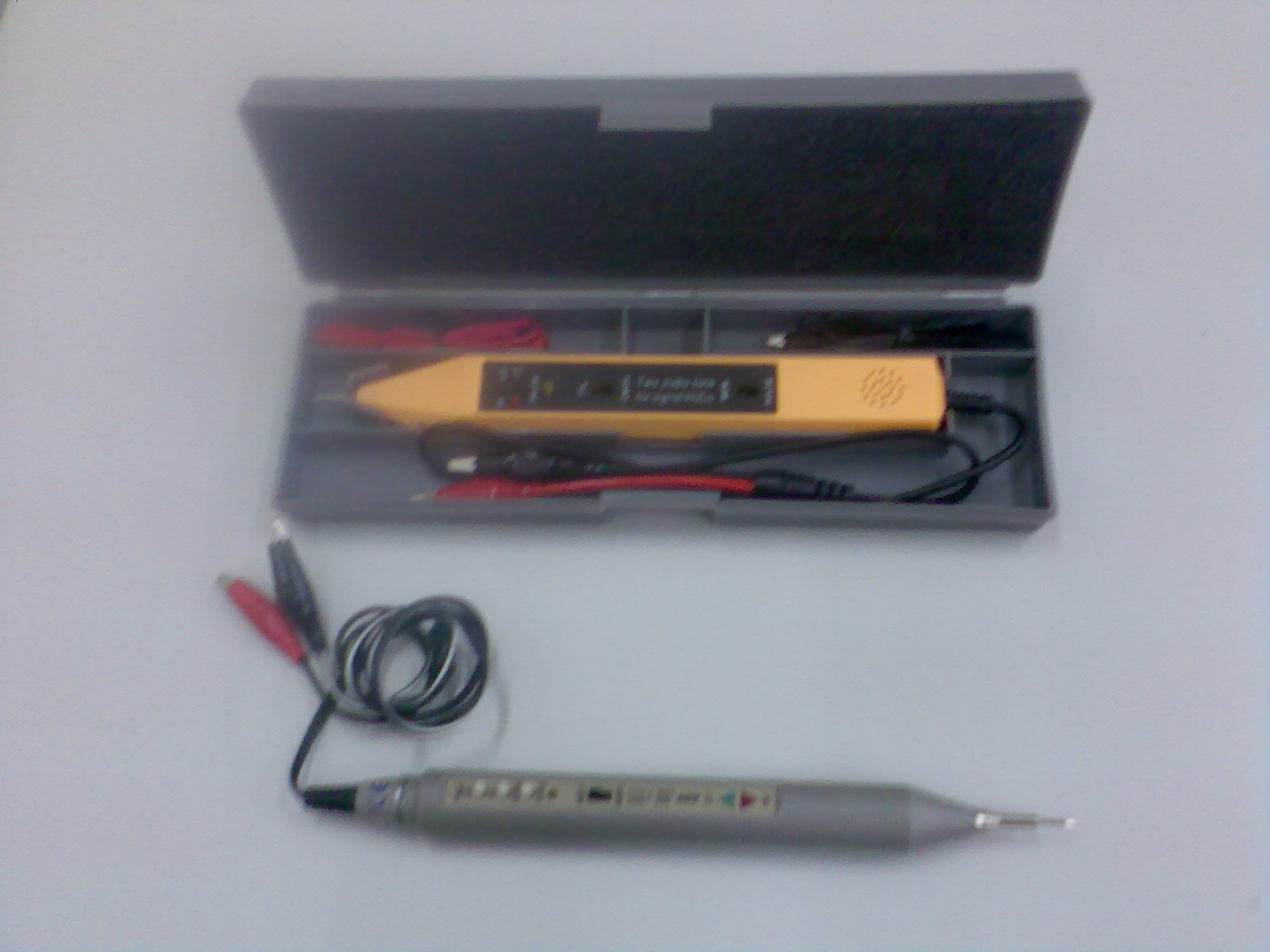
Inyector lógico en la parte superior y Sonda lógica en la parte inferior.

Una sonda lógica es un instrumento utilizado en electrónica digital para determinar el nivel lógico en los distintos puntos de un circuito, siempre que las variaciones en los mismos sean relativamente lentas. En caso contrario, en lugar de indicar estado lógico Alto o Bajo, indicará Oscilación o tren de pulsos.
Consta de una punta metálica que se pondrá en contacto con el punto del circuito digital cuyo nivel se desea conocer. El nivel lógico se suele indicar mediante led's de distinto color, generalmente rojo para el alto y verde para el bajo. Algunos modelos disponen además de dos tonos acústicos diferenciados para cada nivel.
La sonda lógica se alimenta a partir de la propia tensión de alimentación del circuito con el que se trabaje. Para ello dispone de dos pinzas de cocodrilo, una de color rojo que deberá conectarse al positivo y otra de color negro que irá al negativo.
En la rama Automotriz  se utiliza una variante de este instrumento,calibrado para realizar lecturas alrededor de los 12 o 24 voltios,en Latinoamérica y países hispanos se le denomina indiferentemente como sonda o punta lógica,pero no debe confundirse con la anterior,ya que este último instrumento simplemente reemplaza a las antiguas lámparas de prueba,aunque algunos modelos indican efectivamente polaridad,esto se mide en circuitos de altos voltajes,diferentes a los estándares existentes en electrónica digital.
- Datos: Q638224
- Multimedia: Logic probes / Q638224